# Boronia fabianoides
Boronia fabianoides là một loài thực vật có hoa trong họ Cửu lý hương. Loài này được (Diels) Paul G.Wilson mô tả khoa học đầu tiên năm 1970.